# 101-я лёгкая пехотная дивизия (вермахт)
101-я лёгкая пехотная дивизия (нем. 101. Leichte-Infanterie-Division) — тактическое соединение сухопутных войск вооружённых сил нацистской Германии периода Второй мировой войны. 6 июля 1942 года была преобразована в 101-ю егерскую дивизию.

## История
101-я лёгкая пехотная дивизия была сформирована 10 декабря 1940 года во 2-м военном округе в районе Праги в ходе 12-й волны мобилизации Вермахта на базе подразделений 35-й пехотной дивизии. Валлонский легион был ненадолго присоединён к дивизии с декабря 1941 по январь 1942 года. 101-я дивизия участвовала в битве под Харьковом, далее в битве за Кавказ и отступлении на Кубань, где понесла тяжёлые потери, сражаясь как с Красной Армией, так и с партизанами. Затем дивизия участвовала в боях на Кубанском плацдарме вплоть до эвакуации. 6 июля 1942 года была преобразована в 101-ю егерскую дивизию. В это время она участвовала в битве за Харьков в районе городов Изюм и Купянск. После прорыва обороны советской армии дивизия вышла к Дону и Кубани. Потом дивизия принимала участие в боевых действиях в горах западного Кавказа. В начале 1943г. дивизия дивизия была переброшена с Кавказа и оборонялась с мая по июль на Кубани, а в сентябре отступила на Таманский полуостров, откуда была переброшена в низовья Днепра и находилась там до конца года. В начале 1944 года вела наступательные и оборонительные бои в районе Винници и в апреле 1944 года в котле у Каменец-Подольска. В июле она участвовала в битве за Львов, а затем оборонялась к югу от Днестра. В октябре 1944 года дивизия переведена в Словакию и участвовала в Восточно-Карпатской операции. В 1945 году отступая с боями через Венгрию и Австрию, неся потери, сократилась до размеров боевой группы и сдалась в плен армии США.

## Местонахождение
- с декабря 1940 по апрель 1941 (Чехия)
- с апреля по июнь 1941 (Югославия)
- с июня 1941 по июль 1942 (СССР)
  - Восточный фронт, южный сектор: Июль 1942 г. - Октябрь 1944 г.
  - Словакия, Венгрия и Австрия: Октябрь 1944 г. - Май 1945 г.

## Подчинение
- 51-й армейский корпус 17-й армии группы армий «Юг» (1 февраля - 9 июня 1944)

## Командиры
- генерал-лейтенант Эрих Маркс (10 декабря 1940 - 26 июня 1941)
- генерал-лейтенант Браунэр фон Хайдринген (26 июня 1941 - 11 апреля 1942)
- генерал-лейтенант Эрих Дистэль (11 апреля - 6 июля 1942)

## Состав
- 228-й пехотный полк (Infanterie-Regiment 228)
- 229-й пехотный полк (Infanterie-Regiment 229)
- 85-й артиллерийский полк (Artillerie-Regiment 85)
- 101-й сапёрный батальон (Pionier-Bataillon 101)
- 101-й противотанковый дивизион (Panzerjäger-Abteilung 101)
- 101-й отряд материального обеспечения (Nachschubtruppen 101)
- 101-й полевой запасной батальон (Feldersatz-Bataillon 101)